# قائمة وزراء البترول والثروة المعدنية (مصر)
تعاقب على تولي وزارة البترول والثروة المعدنية بمسمياتها المختلفة عدة وزراء خلال سلسلة التشكيلات الوزارية في مصر.:226:232

## القائمة
| الوزير                                                                                       | اسم الوزارة                                       | الفترة         | الفترة         | الحكومة                       | رئيس مجلس الوزراء    |
| الوزير                                                                                       | اسم الوزارة                                       | من             | إلى            | الحكومة                       | رئيس مجلس الوزراء    |
| -------------------------------------------------------------------------------------------- | ------------------------------------------------- | -------------- | -------------- | ----------------------------- | -------------------- |
| عزيز صدقي                                                                                    | التعدين والبترول ووزيراً للصناعات الخفيفة          | 25 مارس 1964   | 19 أغسطس 1965  | وزارة علي صبري الثانية        | علي صبري             |
| مصطفى خليل                                                                                   | التعدين والبترول ووزيراً للصناعات الخفيفة          | 19 أغسطس 1965  | 1 أكتوبر 1965  | وزارة علي صبري الثانية        | علي صبري             |
| مصطفى خليل                                                                                   | الصناعة والثروة المعدنية والكهرباء                | 1 أكتوبر 1965  | 10 سبتمبر 1966 | وزارة زكريا محيي الدين        | زكريا محيي الدين     |
| محمود يونس                                                                                   | الكهرباء والبترول والتعدين                        | 10 سبتمبر 1966 | 18 يونيو 1967  | وزارة صدقي سليمان             | محمد صدقي سليمان     |
| محمود يونس                                                                                   | النقل والبترول والثروة المعدنية والإسكان والمرافق | 19 يونيو 1967  | 20 مارس 1968   | وزارة جمال عبد الناصر التاسعة | جمال عبد الناصر      |
| عزيز صدقي                                                                                    | الصناعة والبترول والثروة المعدنية                 | 20 مارس 1968   | 14 مايو 1971   | وزارة جمال عبد الناصر العاشرة | جمال عبد الناصر      |
| عزيز صدقي                                                                                    | الصناعة والبترول والثروة المعدنية                 | 20 مارس 1968   | 14 مايو 1971   | وزارة محمود فوزي الأولى       | محمود فوزي           |
| عزيز صدقي                                                                                    | الصناعة والبترول والثروة المعدنية                 | 20 مارس 1968   | 14 مايو 1971   | وزارة محمود فوزي الثانية      | محمود فوزي           |
| - عزيز صدقي "الصناعة والبترول والثروة المعدنية" - علي والي "الدولة للبترول والثروة المعدنية" |                                                   | 14 مايو 1971   | 17 يناير 1972  | وزارة محمود فوزي الثالثة      | محمود فوزي           |
| - عزيز صدقي "الصناعة والبترول والثروة المعدنية" - علي والي "الدولة للبترول والثروة المعدنية" | وزارة محمود فوزي الرابعة                          | 14 مايو 1971   | 17 يناير 1972  | محمود فوزي                    |                      |
| يحيى الملا                                                                                   | الصناعة والبترول والثروة المعدنية                 | 17 يناير 1972  | 26 مارس 1973   | وزارة عزيز صدقي               | عزيز صدقي            |
| أحمد عز الدين هلال                                                                           | البترول والثروة المعدنية                          | 27 مارس 1973   | 25 أبريل 1974  | وزارة أنور السادات الأولى     | محمد أنور السادات    |
| - أحمد عز الدين هلال "البترول" - إبراهيم سالم محمدين "الصناعة والتعدين"                      |                                                   | 25 أبريل 1974  | 25 سبتمبر 1974 | وزارة أنور السادات الثانية    | محمد أنور السادات    |
| - أحمد عز الدين هلال "البترول" - محمود علي حسن "الصناعة والتعدين"                            |                                                   | 25 سبتمبر 1974 | 16 أبريل 1975  | وزارة عبد العزيز حجازي        | عبد العزيز حجازي     |
| - أحمد عز الدين هلال "البترول" - عيسى عبد الحميد شاهين "الصناعة والتعدين"                    |                                                   | 16 أبريل 1975  | 19 مارس 1976   | وزارة ممدوح سالم الأولى       | ممدوح سالم           |
| - أحمد عز الدين هلال "البترول" - عيسى عبد الحميد شاهين "الصناعة والثروة المعدنية"            |                                                   | 19 مارس 1976   | 26 أكتوبر 1977 | وزارة ممدوح سالم الثانية      | ممدوح سالم           |
| - أحمد عز الدين هلال "البترول" - عيسى عبد الحميد شاهين "الصناعة والثروة المعدنية"            | وزارة ممدوح سالم الثالثة                          | 19 مارس 1976   | 26 أكتوبر 1977 |                               | ممدوح سالم           |
| أحمد عز الدين هلال                                                                           | الصناعة والبترول والتعدين                         | 26 أكتوبر 1977 | 5 أكتوبر 1978  | وزارة ممدوح سالم الرابعة      | ممدوح سالم           |
| أحمد عز الدين هلال                                                                           | الصناعة والبترول والتعدين                         | 26 أكتوبر 1977 | 5 أكتوبر 1978  | وزارة ممدوح سالم الخامسة      | ممدوح سالم           |
| - أحمد عز الدين هلال "البترول" - إبراهيم عبد الرحمن عطا الله "الصناعة والثروة المعدنية"      |                                                   | 5 أكتوبر 1978  | 14 مايو 1980   | وزارة مصطفى خليل الأولى       | مصطفى خليل           |
| - أحمد عز الدين هلال "البترول" - إبراهيم عبد الرحمن عطا الله "الصناعة والثروة المعدنية"      | وزارة مصطفى خليل الثانية                          | 5 أكتوبر 1978  | 14 مايو 1980   |                               | مصطفى خليل           |
| - أحمد عز الدين هلال "البترول" - محمد طه زكي "الصناعة والثروة المعدنية"                      |                                                   | 14 مايو 1980   | 3 يناير 1982   | وزارة أنور السادات الثالثة    | محمد أنور السادات    |
| - أحمد عز الدين هلال "البترول" - محمد طه زكي "الصناعة والثروة المعدنية"                      | وزارة حسني مبارك                                  | 14 مايو 1980   | 3 يناير 1982   | محمد حسني مبارك               |                      |
| - أحمد عز الدين هلال "البترول" - فؤاد أبو زغلة "الصناعة والثروة المعدنية"                    |                                                   | 3 يناير 1982   | 13 مارس 1983   | وزارة فؤاد محيي الدين الأولى  | أحمد فؤاد محيي الدين |
| - أحمد عز الدين هلال "البترول" - فؤاد أبو زغلة "الصناعة والثروة المعدنية"                    | وزارة فؤاد محيي الدين الثانية                     | 3 يناير 1982   | 13 مارس 1983   |                               | أحمد فؤاد محيي الدين |
| - أحمد عز الدين هلال "البترول" - محمد السيد الغروري "الصناعة والثروة المعدنية"               |                                                   | 13 مارس 1983   | 5 يونيو 1984   | وزارة فؤاد محيي الدين الثانية | أحمد فؤاد محيي الدين |
| عبد الهادي قنديل                                                                             | البترول والثروة المعدنية                          | 16 يوليو 1984  | 20 مايو 1991   | وزارة كمال حسن علي            | كمال حسن علي         |
| عبد الهادي قنديل                                                                             | البترول والثروة المعدنية                          | 16 يوليو 1984  | 20 مايو 1991   | وزارة علي لطفي                | علي لطفي             |
| عبد الهادي قنديل                                                                             | البترول والثروة المعدنية                          | 16 يوليو 1984  | 20 مايو 1991   | وزارة عاطف صدقي الأولى        | عاطف صدقي            |
| عبد الهادي قنديل                                                                             | البترول والثروة المعدنية                          | 16 يوليو 1984  | 20 مايو 1991   | وزارة عاطف صدقي الثانية       | عاطف صدقي            |
| حمدي البنبي                                                                                  | البترول                                           | 20 مايو 1991   | 14 أكتوبر 1993 | وزارة عاطف صدقي الثانية       | عاطف صدقي            |
| - حمدي البنبي "البترول" - إبراهيم فوزي عبد الواحد "الصناعة والثروة المعدنية"                 |                                                   | 14 أكتوبر 1993 | 2 يناير 1996   | وزارة عاطف صدقي الثالثة       | عاطف صدقي            |
| - حمدي البنبي "البترول" - سليمان رضا علي سليمان "الصناعة والثروة المعدنية"                   |                                                   | 4 يناير 1996   | 5 أكتوبر 1999  | وزارة كمال الجنزوري الأولى    | كمال الجنزوري        |
| سامح فهمي                                                                                    | البترول                                           | 10 أكتوبر 1999 | 22 فبراير 2011 | وزارة عاطف عبيد               | عاطف عبيد            |
| سامح فهمي                                                                                    | البترول                                           | 10 أكتوبر 1999 | 22 فبراير 2011 | وزارة أحمد نظيف الأولى        | أحمد نظيف            |
| سامح فهمي                                                                                    | البترول                                           | 10 أكتوبر 1999 | 22 فبراير 2011 | وزارة أحمد نظيف الثانية       | أحمد نظيف            |
| سامح فهمي                                                                                    | البترول                                           | 10 أكتوبر 1999 | 22 فبراير 2011 | وزارة أحمد شفيق               | أحمد شفيق            |
| محمود لطيف                                                                                   | البترول والثروة المعدنية                          | 22 فبراير 2011 | 3 مارس 2011    | وزارة أحمد شفيق               | أحمد شفيق            |
| عبد الله غراب                                                                                | البترول والثروة المعدنية                          | 7 مارس 2011    | 25 يونيو 2012  | وزارة عصام شرف                | عصام شرف             |
| عبد الله غراب                                                                                | البترول والثروة المعدنية                          | 7 مارس 2011    | 25 يونيو 2012  | وزارة كمال الجنزوري الثانية   | كمال الجنزوري        |
| أسامة كمال                                                                                   | البترول والثروة المعدنية                          | 2 أغسطس 2012   | 7 مايو 2013    | وزارة هشام قنديل              | هشام قنديل           |
| شريف هدارة                                                                                   | البترول والثروة المعدنية                          | 7 مايو 2013    | 8 يوليو 2013   | وزارة هشام قنديل              | هشام قنديل           |
| شريف إسماعيل                                                                                 | البترول والثروة المعدنية                          | 16 يوليو 2013  | 12 سبتمبر 2015 | وزارة حازم الببلاوي           | حازم الببلاوي        |
| شريف إسماعيل                                                                                 | البترول والثروة المعدنية                          | 16 يوليو 2013  | 12 سبتمبر 2015 | وزارة إبراهيم محلب الأولى     | إبراهيم محلب         |
| شريف إسماعيل                                                                                 | البترول والثروة المعدنية                          | 16 يوليو 2013  | 12 سبتمبر 2015 | وزارة إبراهيم محلب الثانية    | إبراهيم محلب         |
| طارق الملا                                                                                   | البترول والثروة المعدنية                          | 19 سبتمبر 2015 | 3 يونيو 2024   | وزارة شريف إسماعيل            | شريف إسماعيل         |
| طارق الملا                                                                                   | البترول والثروة المعدنية                          | 19 سبتمبر 2015 | 3 يونيو 2024   | وزارة مصطفى مدبولي الأولى     | مصطفى مدبولي         |
| كريم بدوي                                                                                    | البترول والثروة المعدنية                          | 3 يوليو 2024   | حتى الآن       | وزارة مصطفى مدبولي الثانية    | مصطفى مدبولي         |